# 柏景偉
柏景偉（1831年5月28日—1891年），字子俊，號灃西，陝西西安府長安縣人，由廩生中式咸豐五年乙卯科陝甘鄉試第三十三名舉人，定邊縣訓導。候選知縣。